# Arcidosso

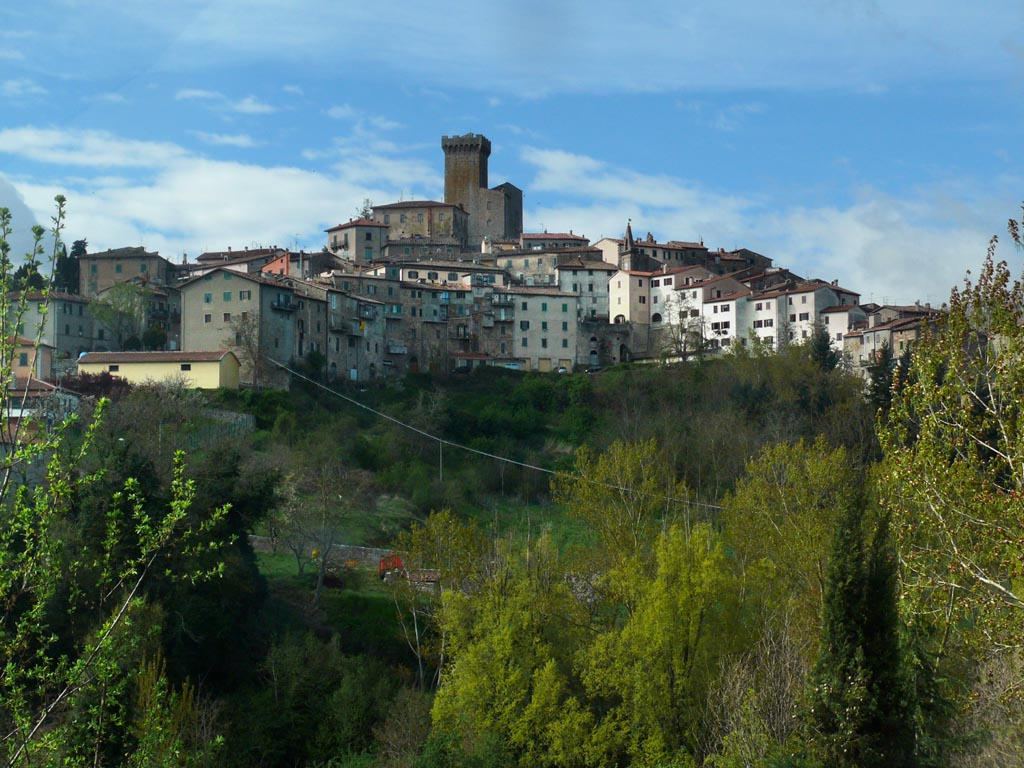
Một góc Arcidosso

Arcidosso là một đô thị ở tỉnh Grosseto thuộc vùng Tuscany, nằm ở vị trí cách khoảng 100 km về phía nam của Florence và khoảng 35 km về phía đông bắc của Grosseto. Tại thời điểm ngày 31 tháng 12 năm 2004, đô thị này có dân số 4.173 người và diện tích là 93,3 km².
Đô thị Arcidosso có các frazioni (đơn vị cấp dưới, chủ yếu là thôn làng) Bagnoli, Macchie, Montelaterone, Salaiola, San Lorenzo, Stribugliano, và Zancona.
Arcidosso giáp các đô thị sau: Campagnatico, Castel del Piano, Cinigiano, Roccalbegna, Santa Fiora.